# Daboecia azorica
Daboecia azorica là một loài thực vật có hoa trong họ Thạch nam. Loài này được Tutin & E.F.Warb. mô tả khoa học đầu tiên năm 1932.